# Katarzyna Radochońska
Katarzyna Radochońska (ur. 11 kwietnia 1975 w Przemyślu) – polska aktorka teatralna i filmowa.

## Życiorys
W 2000 roku ukończyła studia na PWST we Wrocławiu. Występowała na scenach następujących teatrów:
- Teatr im. Stefana Jaracza w Olsztynie
- Teatr im. Stefana Żeromskiego w Kielcach
- Teatr Powszechny im. Jana Kochanowskiego w Radomiu
- Teatr Polski w Poznaniu
- Teatr Dramatyczny im. Jerzego Szaniawskiego w Wałbrzychu
- Teatr Dramatyczny w Warszawie

## Filmografia
- 1997−2011: Klan − klienta Galerii „Cafe Styl”
- 1998−1999: Życie jak poker − Magda, koleżanka Marysi
- 2001: Stacja − prostytutka
- 2001: Miasteczko − koleżanka Marioli (odc. 41)
- 2002−2010: Samo życie − dziennikarka Krystyna
- 2002: Rób swoje, ryzyko jest twoje − kobieta na widzeniu
- 2002: Psie serce − koleżanka Ireny (odc. 4)
- 2003: Kasia i Tomek − kelnerka w dyskotece (odc. 33, głos)
- 2003: Czego się boją faceci, czyli seks w mniejszym mieście − Szpachla (odc. 7 i 8)
- 2003: Bao-Bab, czyli zielono mi − „Kluseczka”, narzeczona Pilaszki (odc. 8)
- 2004: Pensjonat pod Różą − Danuta Antoszczak (odc. 16)
- 2004: Oficer − kasjerka Kasia (odc. 2)
- 2004: Fala zbrodni − Olga (odc. 18)
- 2005: Defekt − barmanka
- 2005: Przebacz − pielęgniarka Agnieszka
- 2005: Kryminalni − pracownica hipermarketu (odc. 28)
- 2005: Dziki 2: Pojedynek − barmanka Jagna Słaba
- 2006: Niania − kelnerka w klubie (odc. 34)
- 2006: Faceci do wzięcia − Alicja Bartoszek (odc. 10)
- 2006: Egzamin z życia − pracownica zajezdni (odc. 45)
- 2007: Świat według Kiepskich − Grażyna Grochola (odc. 253)
- 2007: Prawo miasta − strażniczka więzienna (odc. 8)
- 2009: 39 i pół − barmanka (odc. 19)
- 2010: Na dobre i na złe − policjantka (odc. 425)
- 2010: Dancing for you − Kasia/Gruba baba
- 2011: Szpilki na Giewoncie − pielęgniarka (odc. 14-16)
- 2011: Plebania − nauczycielka matematyki (odc. 1734)
- 2011: Listy do M. − sprzedawczyni
- 2013: To nie koniec świata − Irena, sekretarka burmistrza
- 2014: Lekarze − rejestratorka (odc. 42)

## Dubbing
- 2002: Księżniczka na ziarnku grochu − akuszerka